# Oxford (Nebraska)
Pour les articles homonymes, voir Oxford (homonymie).
La ville américaine d’Oxford est située dans les comtés de Furnas et Harlan, dans l’État du Nebraska. Sa population s’élevait à 779 habitants lors du recensement de 2010. La ville compte 696 habitants en 2024